# 丹尼·威爾遜
丹尼爾·威爾遜（英語：Daniel Wilson，1991年12月27日—），通常稱丹尼·威爾遜（Danny Wilson），是一名蘇格蘭足球運動員，現效力美國職業足球大聯盟球會科罗拉多急流。威爾遜出身自蘇格蘭班霸格拉斯哥流浪青訓系統而位置是中堅，因為潛質優秀而獲得被譽為「新阿倫·漢臣」。由於2009/10年的處子賽季表現出色，在季後被利物浦羅致旗下。國家隊方面，他已經先後為蘇格蘭各級青年隊上陣過，現時入選蘇格蘭。

## 生平

### 格拉斯哥流浪
丹尼·威爾遜出生於蘇格蘭南部的利文斯頓，因而順理成章地進入離家僅30英里遠的格拉斯哥流浪的青訓系統。在U-19隊中表現出眾獲授予隊長一職之後，開始被普遍認為將在埃布羅克斯球場大放光芒甚至被拿來與名宿阿倫·漢臣相提並論，從未為球會一隊上陣的情況下就已經吸引到不少其他球會的注意。但直至2008/09賽季的後半程他仍然是一個只能間中坐在後備席候命的小將，包括蘇格蘭足總盃決賽對福爾柯克的勝仗中他仍然未足堪用。
機會在2009/10賽季降臨在這小伙子身上，季初階段因為球隊傷情情況嚴重，領隊禾達·史密夫不得不把年僅17歲的威爾遜升上一隊。2009年10月丹尼·威爾遜在對登地聯的蘇格蘭聯賽盃比賽裡首次為球會扳甲上陣，以正選身份踢足90分鐘並協助球隊3-1取勝。一個星期之後，威爾遜更在1-1與烏尼雷亞握手言和的歐聯比賽中再次踢足全場，使他以17歲又314日成為格拉斯哥流浪歷史上出戰歐聯的最年青球員。
出於球隊原來的正選中堅保基拉長期養傷的關係，丹尼·威爾遜從季中開始逐漸確立自己的主力位置，展現出自己制空力強、頭槌準繩的特點，由他和老隊長大衞·華亞合作鎮守的後防相當穩固，令球隊在整季聯賽裡只失22球。總計09/10球季丹尼·威爾遜一共上陣15次，還在2010年3月27日作客4-1大勝赫斯時首次取得入球。
隨著格拉斯哥流浪擊敗死敵些路迪奪得09/10球季蘇超冠軍，威爾遜在他的處子球季季後得到多項嘉許，包攬了分別由球員工會、足球記者協會和格拉斯哥流浪球迷選出來的3個最佳年青球員獎項。

### 利物浦
2010年7月21日丹尼·威爾遜在與格拉斯哥流浪的合約只餘12個月之時，決定追隨前輩阿倫·漢臣的步伐，投效英格蘭老牌球會利物浦並簽約3年，轉會金額是200萬英鎊但視乎出場次數可能大幅增至500萬英鎊。丹尼·威爾遜接過恩素亞的22號球衣，象徵他將取代對方而串演起左邊後衛的位置。

## 榮譽
- 蘇格蘭足球超級聯賽: 09/10
- 蘇格蘭足總盃: 2009年
- 蘇格蘭聯賽盃: 2010年

### 個人榮譽
- 蘇格蘭PFA年度最佳青年球員: 09/10
- 蘇格蘭FWA年度最佳青年球員: 09/10
- 格拉斯哥流浪季度最佳年青球員: 09/10

## 外部連結
- （英文）足球数据库：Daniel Wilson的球员统计数据
- （英文）蘇格蘭足協的丹尼·威爾遜介紹（页面存档备份，存于）
- （英文）ESPN網頁的球員介紹